# Carmen Lelia Cristóbal
Carmen Lelia Cristóbal (n. Tafí Viejo 1 de diciembre de 1932, f. Corrientes 25 de septiembre de 2019) fue una botánica y taxónoma argentina. Desempeñaba sus tareas de investigación en la  Universidad Nacional del Nordeste y el CONICET.

## Biografía
En 1959 obtiene su doctorado en Botánica en la Universidad Nacional de Tucumán. Su tesis versó sobre el Gro. Ayenia.
Ha desarrollado actividad científica en el "Departamento de Botánica", de la Universidad Nacional del Nordeste, desde 1964, en taxonomía de plantas nativas americanas. Es experta mundial en la familia de las Esterculiáceas. Además desarrolló su carrera como investigadora dentro del CONICET.
Se desempeñó como Vicedirectora del Instituto de Botánica del Nordeste (UNNE-CONICET) desde su creación en 1977 hasta 2005. Fue la primera curadora del Herbario CTES, desde su inicio hasta 2005.  
Pertenece a la "Comisión redactora científica" de la prestigiosa revista "Darwiniana".

## Algunas publicaciones
- carmen lelia Cristóbal. 2001. El polen de Helicteres (Sterculiaceae) y su comparación con Géneros vecinos. Bonplandia, Vol. 11, Nº 1, p. 207-229

### Libros
- carmen lelia Cristóbal, janice g. Saunders. 2007. Sterculiaceae de Paraguay. Editor Instituto de botánica del Nordeste, 185 pp.
- ------------------------------------, massimiliano Dematteis. 2003. 280. Asteraceae, pt. 18, Tribu I, Vernonieae. En: Flora fanerogámica Argentina. Editor Proflora (Conicet), 53 pp.
- ------------------------------------. 2001. Taxonomía del género Helicteres (Sterculiaceae). Revisión de las especies americanas. Bonplandia, Vol. 11, Nº 1, p. 1-206
- ------------------------------------. 1999. Sterculiaceae. En: Catálogo de las plantas vasculares de la República Argentina II.1 Ed. St.Louis, Missouri, EE. UU.: Zuloaga, F.O. O. Morrone
- ------------------------------------, raulino Reitz, roberto m. Klein. 1983. Flora Ilustrada Catarinense: Esterculiáceas. Editor Herbario "Barbosa Rodrigues", 57 pp.
- ------------------------------------. 1981. Rayleya, nueva Sterculiaceae de Bahia, Brazil. Bonplandia. Editor Facultad de Ciencias Agrarias, Universidad Nacional del Nordeste, 50 pp.
- ------------------------------------. 1976. Estudio taxonómico del género Byttneria Loefl. (Sterculiaceae). Bonplandia. Editor Universidad Nacional del Nordeste, Facultad de Ciencias Agrarias, 428 pp.
- ------------------------------------. 1969. Una nueva e interesante especie de Ayenia (Sterculiaceae) de México. Bonplandia. Editor Facultad de Ciencias Agrarias, Universidad Nacional del Nordeste, 62 pp.

## Honores

### Epónimos
- (Asteraceae) Chrysolaena cristobaliana Dematt.[3]
- (Malvaceae) Sida cristobaliana Krapov.[4]
- (Sterculiaceae) Byttneria cristobaliana Dorr[5]
- (Turneraceae Piriqueta cristobaliae Arbo[6]

- La abreviatura «Cristóbal» se emplea para indicar a Carmen Lelia Cristóbal como autoridad en la descripción y clasificación científica de los vegetales.[7]